# هرویگ کوگنیک
هرویگ کوگنیک (انگلیسی: Herwig Kogelnik؛ زادهٔ ۲ ژوئن ۱۹۳۲) دانشمند در زمینه مهندسی برق اهل ایالات متحده آمریکا است.
وی همچنین برندهٔ جوایزی همچون عضو پیوسته انجمن مهندسان برق و الکترونیک، مدال افتخار آی‌تریپل‌ئی، و مدال ملی فناوری و نوآوری شده‌است.